# Östergötlands runinskrifter 35
Östergötlands runinskrifter 35 (Ög 35) är en medeltida gravhäll av kalksten i Fornåsa kyrka i Fornåsa socken och Motala kommun.
Runstenen (nu flyttad till Linköpings museum) låg framför sakristidörren. I kyrkan förvaras även 2 fragment från ornerade gravhällar. Fragment 1 är ristat på båda sidor och har utan tvivel tillhört den övre delen av en gravkista. Ristningen utgörs på båda sidor av delar av ett kors samt spiralmotiv. Fragment 2 är av grå kalksten, har troligen tillhört en gavelhäll till en gravkista med ristningen som består av ett liljemotiv som följer stenens form.
Fragment med runor 16–20: ...ær · ha... förvaras i kyrkan.

## Inskriften
Translitterering av runraden:
[biþeom · uara · patær ...]ær · ha[ns · sial · til · ro · ok · til · naþa :+:] ok · raþborh[a͡r ·] sia͡l :+: guþ · gævi · þera · sial · himiriki
Normalisering till äldre fornsvenska:
Biðjum vara Pater [nost]er hans sial til ro ok til naða ok ʀaðborgaʀ sial. Guð gefi þæiʀa sial himinriki.
Översättning till nusvenska:
Bedjom vårt fadervår till ro och hugnad för hans själ och för Radborgs själ. Gud give deras själ himmelriket!